# Schloß Gripsholm (Roman)

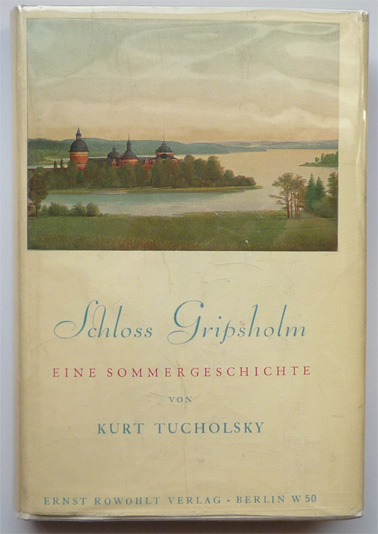
Originalausgabe, Rowohlt, Berlin 1931

Schloß Gripsholm. Eine Sommergeschichte lautet der Titel einer Erzählung, die Kurt Tucholsky im Jahre 1931 veröffentlichte. Die heiter-melancholische Liebesgeschichte zählt zu den bekanntesten Werken des Autors und erinnert an sein Romandebüt Rheinsberg: Ein Bilderbuch für Verliebte.

## Inhalt

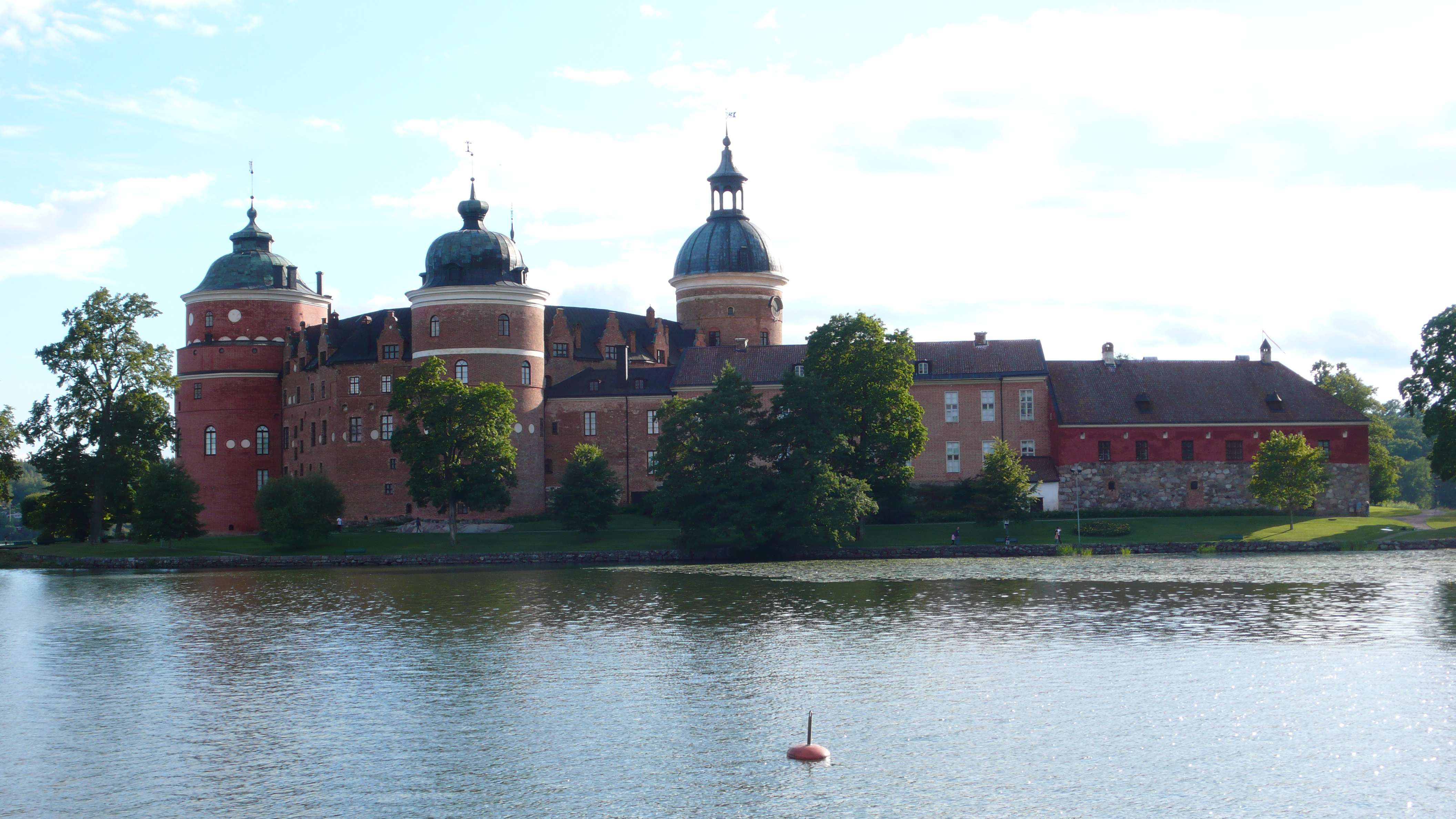
Schloss Gripsholm

Das Buch beginnt mit dem Abdruck eines fiktiven Briefwechsels zwischen dem Autor und seinem Verleger Ernst Rowohlt, dessen Unterschrift Tucholsky mit „(Riesenschnörkel) Ernst Rowohlt“ wiedergibt. Darin regt Rowohlt Tucholsky an, doch mal wieder eine leichte und heitere Liebesgeschichte zu schreiben, während jener ihm stattdessen „eine kleine Sommergeschichte“ anbietet („In der heutigen Zeit Liebe? Lieben Sie? Wer liebt denn heute noch?“) und um ein höheres Honorar feilscht.
Die sich anschließende Erzählung handelt vom Sommerurlaub des Erzählers Kurt, genannt Peter, mit seiner Freundin Lydia, von ihm zumeist nur „die Prinzessin“ genannt, in Schweden. Nach der Zug- und Fährfahrt und einigem Suchen kommen beide im Schloss Gripsholm an, in dem sie etwa drei Wochen verbringen. In ihrer Sommerfrische erhalten sie nacheinander Besuch von Kurts altem Kameraden und Freund Karlchen sowie von Lydias bester Freundin Billie. Die Episodenerzählung, in der auch ein – für die Spätzeit der Weimarer Republik als kühn anzusehendes – erotisches Abenteuer zu dritt eingeflochten ist, kontrastiert mit nachdenklich stimmenden Szenen: Die Sommerfrischler beobachten auf einem Spaziergang ein kleines Mädchen, das in einem nahegelegenen Kinderheim lebt und unter der sadistischen deutschen Leiterin des Instituts leidet. Die Besucher beschließen, das drangsalierte Kind zu retten, und arrangieren mit der in der Schweiz lebenden Mutter, dass die Kleine der Heimleiterin entrissen und nach Hause gebracht wird.

## Sprache
Tucholsky knüpfte mit Schloß Gripsholm  an seine erste, höchst erfolgreiche Liebesgeschichte Rheinsberg. Ein Bilderbuch für Verliebte an. Stilistisch weit stärker ausgefeilt, weniger unbeschwert heiter, nicht ohne dunkle Farben, verwebt er witz- und geistreiche Berliner Dialoge mit plattdeutschen Einsprengseln (bzw. missingsch), scharf beobachteten Kleinerlebnissen und literarischen Kabinettstückchen, darunter eine sprachmächtige Darstellung antiker Grausamkeitsrituale im römischen Circus Maximus.

## Hintergrund

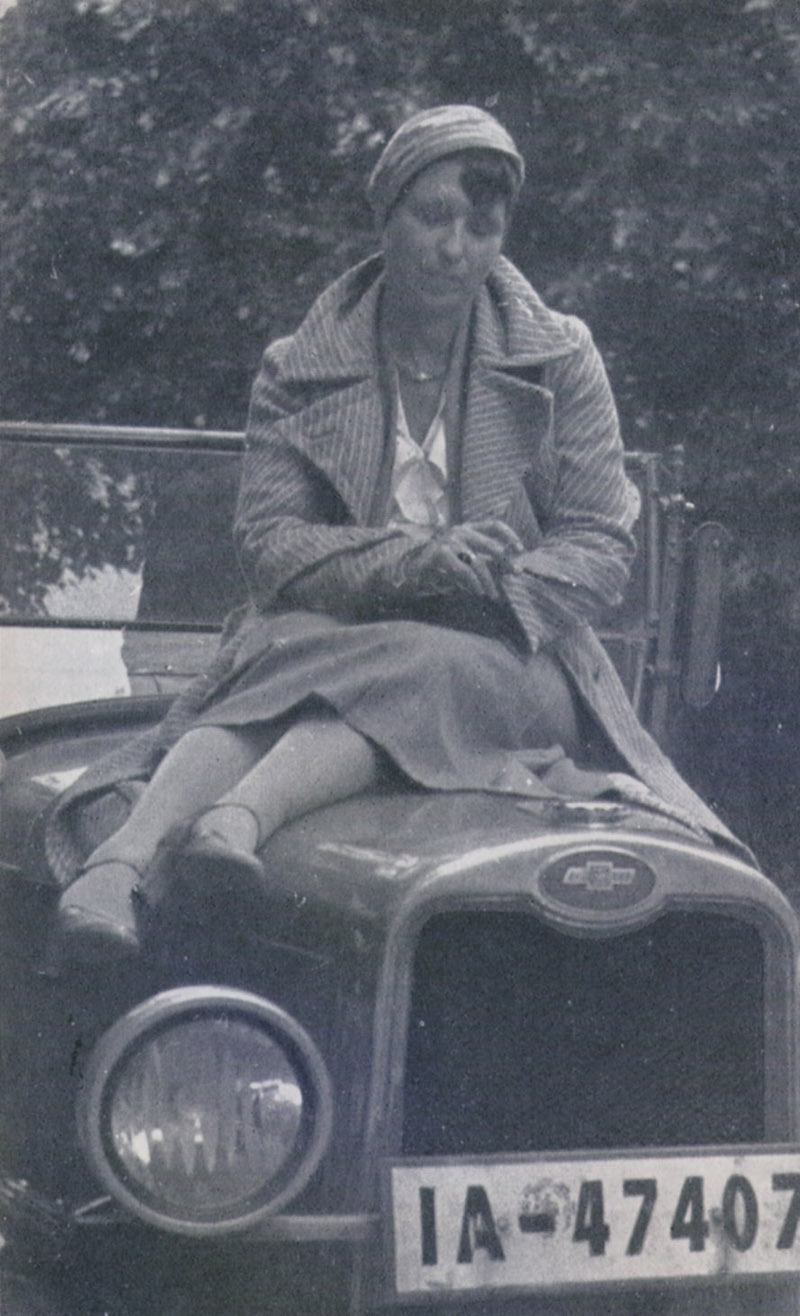
Lisa Matthias auf ihrem Wagen sitzend

Auf der ersten Vorsatzseite des Buches findet sich die Widmung „Für IA 47 407“. Dabei handelt es sich um ein Berliner Autokennzeichen. Die Besitzerin des Autos hieß Lisa Matthias, sie war von 1927 bis 1931 Tucholskys Geliebte. Da eine Widmung mit Nennung ihres Namens das Verhältnis offensichtlich gemacht hätte, wählte Tucholsky diese Verschlüsselung. Auch seine Affinität zu Schweden ist authentisch; nach seiner Emigration aus Deutschland lebte der Autor zunächst in Paris und entschloss sich 1929, nach Schweden umzusiedeln. Von April bis Oktober 1929 wohnte er im Haus Fjälltorp in Läggesta, in der Nähe von Schloss Gripsholm. In dieser Zeit suchte er nach einem dauerhaften Aufenthaltsort in Schweden.
Tucholsky legte Wert auf die Feststellung, dass die Erzählung nur wenige autobiographische Elemente enthalte. In einem Brief an einen Leser schrieb er: „In den langen Wintermonaten, in denen ich mich mit ›Gripsholm‹ beschäftigt habe, hat mir nichts soviel Mühe gemacht, wie diesen Ton des wahren Erlebnisses zu finden. Außer einem etwas vagen Modell zum Karlchen und der Tatsache, daß es wirklich ein Schloß Gripsholm gibt, in dem ich nie gewohnt habe, ist so ziemlich alles in dieser Geschichte erfunden: vom Briefwechsel mit Rowohlt an bis zur (leider! leider!) Lydia, die es nun aber gar nicht gibt. Ja, es ist sehr schade.“

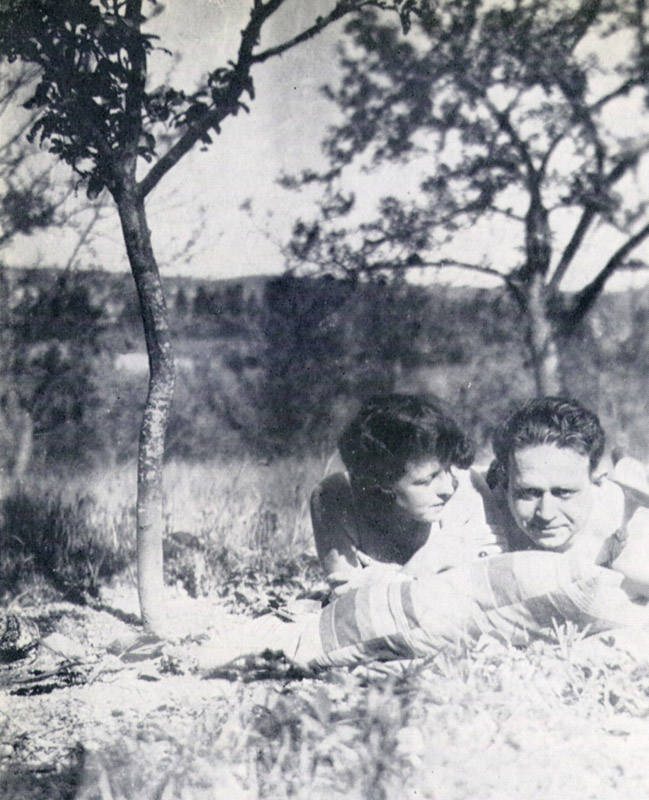
Tucholsky und Lisa Matthias im schwedischen Läggesta, 1929

Auch Lisa Matthias verwahrte sich in ihrer Autobiographie Ich war Tucholskys Lottchen dagegen, in der Realität an der geschilderten „Ménage à trois“ beteiligt gewesen zu sein. Sie schrieb: „Als Tucholsky eines Tages Yvonne und mich nach Brissago einlud, erst in zwei Zimmern und, abschlußweise, in einem – lachten wir über den armen Irren, dessen Sexualität anfing, Erotomanie zu werden. […] Meine Freundschaft mit Yvonne litt tatsächlich – wie es in Schloß Gripsholm steht – keinen Schaden. Teils weil ich Tucholskys Benehmen nur noch lächerlich fand, teils weil ich mich an der ›Nacht zu Dritt‹ überhaupt nicht beteiligte.“

## Rezeption
In seiner Literaturgeschichte geht Helmuth Kiesel auf Tucholskys Text unter der Überschrift „Ausschweifungen in eine heile Welt“ ein. Dennoch gewinnt Kiesel dem Idyll schließlich ein Positivum ab, wenn er Günter Kunert zitiert. Letzterer verweist wiederum auf Ernst Bloch: Das Buch sei „‹Vorschein› dessen ..., was erst werden soll“.

## Ausgaben
Die Erstveröffentlichung erfolgte 1931 im Rowohlt Verlag, Berlin. Nach der NS-Zeit, in der Tucholskys Bücher verboten waren, erschien „Schloß Gripsholm“ gleich 1946 als einer der ersten von Rowohlts Rotations Romanen im Zeitungsformat und 1950 als Nr. 4 der neuen rororo-Taschenbuchreihe.

## Verfilmungen
Im Jahr 1963 wurde der Stoff erstmals mit Walter Giller, Jana Brejchová, Hanns Lothar und Nadja Tiller in den Hauptrollen unter dem Titel Schloß Gripsholm verfilmt, Regie führte Kurt Hoffmann.
Die jüngste Verfilmung mit dem Titel Gripsholm stammt aus dem Jahr 2000. Die Hauptrollen sind mit den Schauspielern Ulrich Noethen, Heike Makatsch und Jasmin Tabatabai besetzt. Als Regisseur des Films zeichnete Xavier Koller verantwortlich.

## Hörspiel und Hörbuch
Eine ungekürzte Hörfassung gelesen von Uwe Friedrichsen erschien 2002. Ein gleichnamiges Hörspiel (Rundfunk der DDR – Bearbeitung (Wort): Horst Ulrich Wendler; Regie: Hans Knötzsch, 1964) wurde 2007 mit dem Radio-Eins-Hörspielkino-Publikumspreis ausgezeichnet. Im selben Jahr erschien beim Diogenesverlag eine ungekürzte Lesung mit Heike Makatsch.

## Sekundärliteratur
- Kurt Tucholsky: Gesamtausgabe. Texte und Briefe. Hrsg. von Antje Bonitz, Dirk Grathoff, Michael Hepp, Gerhard Kraiker. 22 Bände. Reinbek 1996 ff., Band 14: Texte 1931. Hrsg. von Sabina Becker, Rowohlt Verlag, Reinbek 1998, S. 552–601, ISBN 3-498-06532-7
- Walter Delabar: Eine kleine Liebesgeschichte. Kurt Tucholskys „Schloß Gripsholm. Eine Sommergeschichte.“, in: Sabina Becker,  Ute Maack (Hrsg.): Kurt Tucholsky. Das literarische und publizistische Werk. Darmstadt 2002, S. 115–142
- Kirsten Ewentraut: Auch hier geht es nicht ohne Freud. Tucholskys „Schloß Gripsholm“ – Eine kleine Sommergeschichte? in: Michael Hepp, Roland Links (Hrsg.): Schweden – das ist ja ein langes Land. Kurt Tucholsky und Schweden. Dokumentation der KTG-Tagung 1994. Oldenburg 1994, S. 149–180.
- Lisa Matthias: Ich war Tucholskys Lottchen. Marion von Schröder, Hamburg 1962
- Helmuth Kiesel: Geschichte der deutschsprachigen Literatur 1918 bis 1933. C.H. Beck, München 2017, ISBN 978-3-406-70799-5.